# Sergei Nikolajewitsch Anochin
Sergei Nikolajewitsch Anochin (russisch Сергей Николаевич Анохин; * 19. Märzjul. / 1. April 1910greg. in Moskau; † 15. April 1986 ebenda) war ein sowjetischer Testpilot. Er war an der Erprobung von über 200 Flugzeugtypen beteiligt.

## Leben
Anochin kam 1924 mit dem Segelfliegen in Kontakt und blieb der Sportart zunächst treu. 1934 wurde er Fluglehrer an einer Segelflugschule in Koktebel. Dort wurde ihm auch das Einfliegen neuer Modelle übertragen. Während des Großen Vaterländischen Krieges flog er verschiedene Typen ein. Seine besonderen Fähigkeiten mit Segelflugzeugen umzugehen, ermöglichte es ihm, auch schwierige Einsätze mit Lastenseglern zu meistern.
Seit der Gründung der Michail-Gromow-Hochschule für Flugforschung (LII) im Jahre 1941 war er dort Testpilot. Während eines Versuchsfluges stürzte Anochin am 17. Mai 1945 ab. Bei dem Unglück verlor er ein Auge. Trotz der Behinderung konnte er später seinen Beruf als Testpilot wieder aufnehmen. In den 1950er Jahren begann er die nächste Generation von Testpiloten auszubilden, so etwa Georgi Mossolow.
Im April 1964 wurde Anochin von Sergei Koroljow, den er seit dem Krieg kannte, an das Konstruktionsbüro OKB-1 geholt, wo unter Koroljows Leitung Raketen und Raumschiffe entwickelt wurden. Anochin arbeitete dort als Testpilot.
Schon lange drängte Koroljow darauf, dass als Kosmonauten nicht nur wie bisher Militärangehörige, sondern auch zivile Ingenieure seines Konstruktionsbüros zugelassen würden. Im September 1965 stellte Koroljow eine Gruppe von zehn zukünftigen Kosmonautenanwärtern zusammen: neun junge Ingenieure, dazu den älteren Testpiloten Anochin als deren Leiter, doch diese Auswahl wurde von Nikolai Kamanin, dem Leiter der sowjetischen Kosmonautenausbildung, abgelehnt.
Nach Koroljows Tod im Januar 1966 übernahm Wassili Mischin die Leitung des OKB-1, das im März 1966 in ZKBEM umbenannt wurde. Mischin unternahm einen erneuten Versuch, seine Leute zu Kosmonauten zu machen und stellte am 23. Mai 1966 eine achtköpfige Anwärtergruppe unter der Leitung Anochins auf. Mischin schlug Anochin dabei als Ersatzkommandant für den ersten bemannten Sojusflug vor.
Anochin und die sieben anderen wurden am 31. August 1966 in einem Luftwaffenhospital medizinisch untersucht. Anochin bestand die medizinischen Tests nicht. Er war zu diesem Zeitpunkt 56 Jahre alt und hatte aufgrund seines fehlenden Auges keine räumliche Sicht. Offiziell schied Anochin aber erst am 27. Mai 1968 aus der ZKBEM-Kosmonautengruppe aus. Auch danach war er aber an der Vorbereitung von Sojusflügen beteiligt.
Anochin war mit der Segelfliegerin Margarita Rasenskaja verheiratet.
Ihm zu Ehren wurde der 1977 entdeckte Asteroid (4109) Anokhin benannt. Anochin war unter anderem Held der Sowjetunion, dreifacher Lenin- und zweifacher Rotbannerorden-Träger. Außerdem erhielt er den Staatspreis der UdSSR.